# Schwarzenberg (Türnitzer Alpen)
Der Schwarzenberg ist ein 1033 m ü. A. hoher Berg in den Türnitzer Alpen.
Er befindet sich südöstlich von Loich, von wo er auch leicht zu besteigen ist. Der bewaldete Gipfel erlaubt zwar kaum Ausblicke, jedoch bietet eine Alm am Südhang unterhalb des Gipfels eine gute Fernsicht. Am südwestlichen Abhang befindet sich die kleine Siedlung Schwarzenberg und nördlich des Bergstockes bietet der Schwarzengraben eine gangbare Verbindung nach Soisgegend. Knapp 3 Kilometer südlich des Schwarzenberges liegt der Eisenstein, der den Übergang ins Türnitztal darstellt.